# Municipio de Mullsjö
El municipio de Mullsjö (en sueco: Mullsjö kommun) es un municipio situado en la provincia de Jönköping, al sur de Suecia. Tiene una población estimada, a fines de 2021, de 7430 habitantes.
Su sede se encuentra en la localidad de Mullsjö.
El municipio se formó en 1952 por la fusión de cuatro antiguas entidades.
En 1998 fue transferido de la disuelta provincia de Skaraborg a Jönköping.

## Localidades
Hay dos áreas urbanas (tätort) en el municipio:
| # | Tätort  | Población |
| - | ------- | --------- |
| 1 | Mullsjö | 5743      |
| 2 | Sandhem | 673       |